# Каледонский университет Глазго
Каледонский университет Глазго (англ. Glasgow Caledonian University, GCU, также Caledonian или Caley) — британский университет в Шотландии, Глазго. Один из крупнейших университетов в Шотландии с почти 17 тыс. студентами. Статус университета приобрёл в 1993 году. Состоит из семи школ — в области бизнеса, здравоохранения и науки и техники.
Каледонская бизнес-школа является самой крупной в Шотландии и имеет хорошую репутацию в сфере разработки инновационных программ в таких областях, как управление рисками, электронный бизнес и International Fashion Marketing. Имеется также бизнес-школа в Лондоне со специализацией в области моды.
Расположен в центре города.
Представительства университета есть в Бангладеш, Нью-Йорке и Лондоне.
Образован в 1993 году слиянием колледжей Queen’s (осн. 1875) и Glasgow Polytechnic (осн. 1971).
Известные преподаватели
- Браун, Гордон, премьер-министр Великобритании

Известные выпускники
- Гэллоуэй, Дрю, шотландский рестлер
- Рухани, Хасан, президент Ирана с 2013 по 2021 годы
- Слоун, Анна, шотландская кёрлингистка
- Невин, Пэт, шотландский футболист